# Jacques de Guenin
Pour les articles homonymes, voir Guénin (homonymie).
 (août 2023).
Jacques de Guenin est un essayiste et homme politique français né le 2 mai 1931 à Libourne et mort le 24 octobre 2015 . Il est d'obédience libérale.

## Biographie

### Jeunesse et études
Jacques de Guenin effectue ses études secondaires au lycée Saint-Charles de Marseille, puis au lycée Thiers. Il est élève de l'École des mines de Paris. Il est titulaire d'un Master of Sciences de l'université de Berkeley.

### Parcours professionnel
Il a fait, à partir de 1958, sa carrière professionnelle au sein d'ExxonMobil et de PSA Peugeot-Citroën dont il était un des dirigeants avant sa retraite en 1993.
Il a été candidat libéral aux élections législatives en 1993 et en 1998.
Il a été maire de son village de Saint-Loubouer de 1995 à 2001. Il en avait été conseiller municipal de 1977 à 1989.
Élève de deux prix Nobel d'économie (Maurice Allais et Robert Solow), il a publié lui-même divers travaux dans cette discipline. Son auteur favori était le grand économiste et humaniste landais Frédéric Bastiat sur lequel il a écrit de nombreux articles et fait de nombreuses conférences. En 1990, il a fondé dans les Landes le Cercle Frédéric Bastiat, animé maintenant par Dr Patrick de Casanove. Il écrit également régulièrement sur La Fayette.
Il était membre de l'International Society for Individual Liberty (ISIL).
Il est chevalier de l'Ordre du mérite.

## Œuvres
- 1996, Frédéric Bastiat, précurseur de Laffer. Paix et Liberté ou le budget républicain de Frédéric Bastiat, Journal des économistes et des études humaines, Vol 7, n°1, mars
- 1997, Forsans de Pomarez, Éditions Jean-Lacoste (Ouvrage sur la course landaise)
- 2004, ATTAC ou l'intoxication des personnes de bonne volonté, Éditions de l'institut Charles Coquelin, [présentation en ligne] (Préface de Pascal Salin, [lire en ligne])
- 2005, Setback on the road to peace, Liberty, Septembre, Vol 19, n°9, pp19–20
- 2006, Logique du libéralisme, Éditions de l'institut Charles Coquelin,  (ISBN 2915909075), [présentation en ligne]